# Sarothamnion scoparii
Le Sarothamnion scoparii, dans le système de classification phytosociologique des végétations, est une alliance caractérisée notamment par la présence dominante du Genêt à balais (Cytisus scoparius).

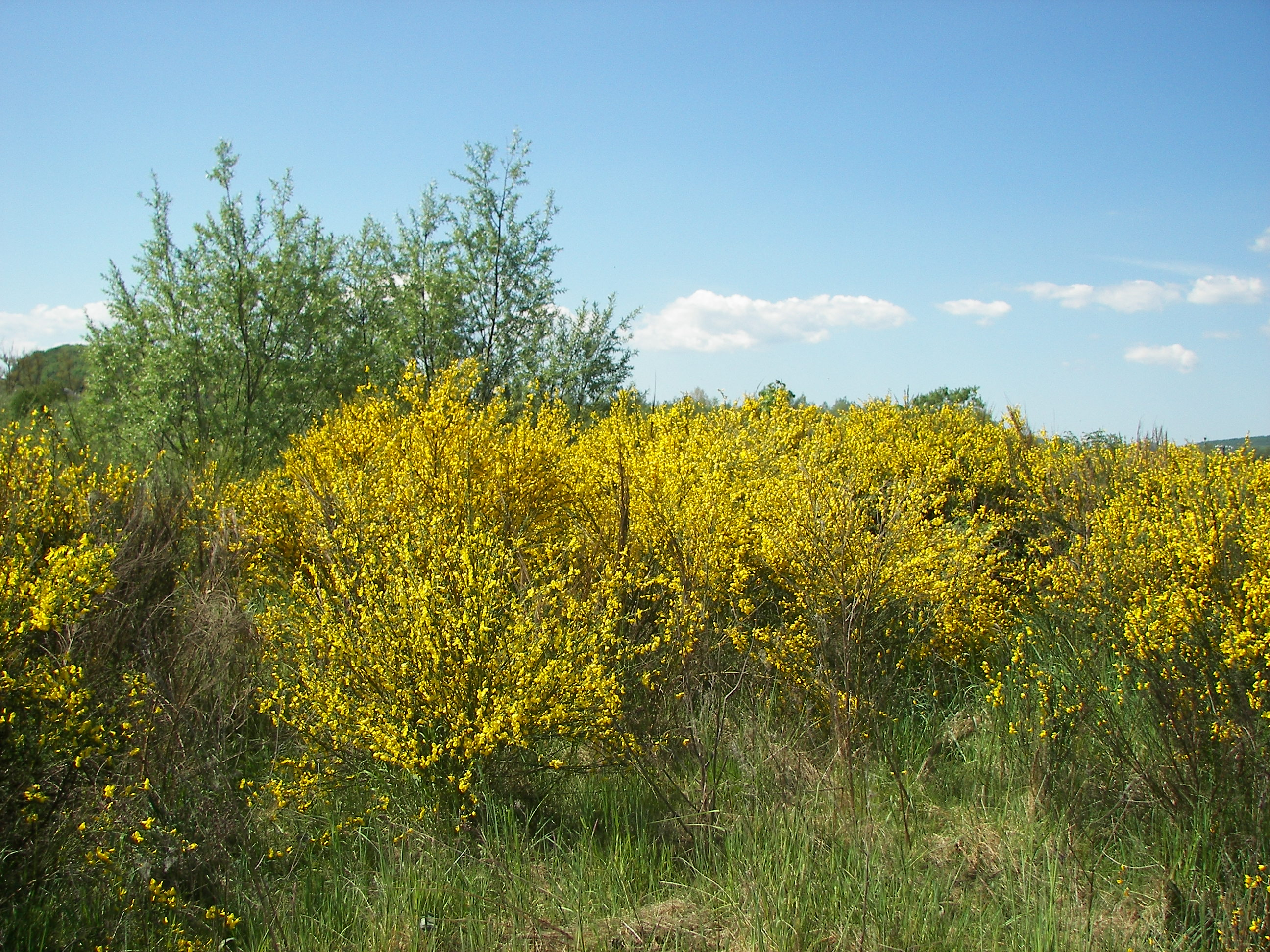
Paysage avec prédominance du Genêt à balais (Cytisus scoparius)

Les formations végétales de cette alliance sont des landes hautes sur sols acides qui peuvent être considérées comme un stade préliminaire de reconstitution d'une forêt acidophile.
le Sarothamnion scoparii peut également apparaître en cas d'eutrophisation d'une lande à callune typique.
Les genêts à balais sont souvent très dominants. Si les fourrés qu'ils forment ne sont pas trop denses, d'autres plantes habituellement présentes peuvent être :
- l'Agrostide commune (Agrostis capillaris),
- la Laîche des sables (Carex arenaria),
- l'Orobanche du genêt (Orobanche rapum-genistae),
- la Germandrée scorodoine (Teucrium scorodonia),
- l'Ajonc d'Europe (Ulex europaeus),
- la Véronique officinale (Veronica officinalis)…

On trouve aussi fréquemment des ronces (Rubus sp.). 
La Fougère aigle (Pteridium aquilinum) apparaît quand le sol est plus frais, suivie par la Molinie bleue (Molinia caerulea).